# Mendelova polární stanice
Česká vědecká stanice Johanna Gregora Mendela (známá také jako Mendelova polární stanice) je česká výzkumná stanice v Antarktidě na pobřeží ostrova Jamese Rosse. Založil ji polárník Pavel Prošek. Slavnostně byla otevřena v únoru 2007, čímž se Česko stalo 26. zemí s vlastní vědeckou základnou na kontinentu. Stanice je majetkem brněnské Masarykovy univerzity a dostala jméno po zakladateli moderní genetiky, meteorologovi Johannu Gregoru Mendelovi. Díky výzkumné činnosti na této stanici patří Česko mezi státy s hlasovacím právem v Antarktickém smluvním systému.

## Historie

### Původní plány
Plán na stavbu české polární stanice se objevil poprvé v šedesátých letech 20. století, kdy byl zčásti ovlivněn politickými zájmy Sovětského svazu, ale převažovaly zejména snahy o možné rozšíření československého biologického, glaciologického, klimatologického a geologického výzkumu. Na počátku sedmdesátých let však došlo pro nedostatek peněz k přerušení snah o vybudování stanice a poklesl rovněž zájem investovat do výzkumu v tak vzdálené a specifické oblasti.
K obnovení zájmu došlo v osmdesátých letech 20. století, a to ze strany Českého geologického ústavu (dnes Česká geologická služba). Současně s tím byla dokonce vybrána i lokalita pro stavbu základny, a sice na východě Antarktidy v zátoce Prydz Bay, kde později své stanice postavili Australané, Rusové a Číňané. I přes dostatek finančních zdrojů ovšem nebyl projekt realizován, neboť narazil na problém nutnosti zaštítění některou z federálních institucí, která by plán následně navrhla ke schválení federálnímu shromáždění. Taková instituce se však nenašla a i Československá akademie věd vydala zamítavé stanovisko.

### Hledání zázemí
V roce 1994 se česká vědecká výprava složená ze zástupců Masarykovy univerzity, Akademie věd, Jihočeské univerzity a Českého hydrometeorologického ústavu vydala na ostrov krále Jiřího, kde až do roku 1997 prováděla výzkumy za podpory stanice polské, která se spolu se sedmi dalšími stanicemi v místě nachází. Hostování na cizí stanici se však ukázalo jako nevhodné, neboť při něm docházelo ke konfliktům mezi výzkumnými týmy jednotlivých zemí. Později vyvstal návrh na vybudování společné stanice pro země visegrádské čtyřky (Česko, Slovensko, Polsko a Maďarsko), avšak ten byl kvůli problémům s rozdělením financování nakonec zamítnut.
Další česká vědecká činnost Masarykovy univerzity a Akademie věd na Antarktidě se odehrávala v letech 1999 až 2004 a vzhledem k absenci stanice (jejíž přípravy však již probíhaly), musela být prováděna na stanici britské a ukrajinské.

### Plánování stanice
Za polohu připravované české stanice byl původně zvolen Turret Point, který leží u zátoky krále Jiřího na ostrově Krále Jiřího, přibližně 200 kilometrů severně od dnešní stanice. Lokace byla v roce 2001 předložena Výboru pro ochranu antarktického prostředí na konferenci v Petrohradě, avšak ten ji zamítl zejména z důvodu množství stanic v okolí a kvůli návrhu jiných zemí o prohlášení území za chráněné. Jako další možnost se ukázalo využití některé ze zakonzervovaných britských stanic, avšak žádná z nich české vědecké výpravě nevyhovovala. Zvolilo se tak nové místo, které bylo představeno na následující konferenci Výboru, tentokrát ve Varšavě. Schválení nové plánované polohy stanice proběhlo na konferenci bez problémů. Lokalita se nacházela na severním cípu ostrova Jamese Rosse, kde byla základna opravdu později vystavěna. Pro toto místo mluvilo zejména nezaledněné okolí a velká vzdálenost od ostatních stanic – nejblíže se nachází argentinská stanice Marambio ležící přes sedmdesát kilometrů jihovýchodně. Na dalším kongresu Výboru pro ochranu antarktického prostředí v roce 2003 byla dopracována projektová dokumentace stanice, avšak ten ji odmítl kvůli úpravám provedeným po termínu. Definitivního schválení se proto dočkala v téměř nezměněném rozsahu až v následujícím roce na summitu v Kapském Městě. Již na podzim roku 2004 byl zahájen transport materiálu na místo budoucí stanice.

### Příprava stanice
Při stavbě stanice bylo nutné dbát o zachování minimální energetické náročnosti a také minimální ekologické zátěže pro okolí. Jako hlavní zásady pro stavbu stanice bylo:
- vybudování dostatečného zázemí pro práci, vědu, techniku, relaxaci, hygienu i stravování,
- minimalizace rizik požáru či havárie,
- vhodné stavební materiály (zejména z hlediska tepelné izolace a odolnosti vůči korozi),
- ekologické získávání elektrické energie (sluncem a větrem),
- přívod sladké vody z ledovcového potoka,
- vhodné a dostatečně ekologické nakládání s odpady, a další.

## Umístění

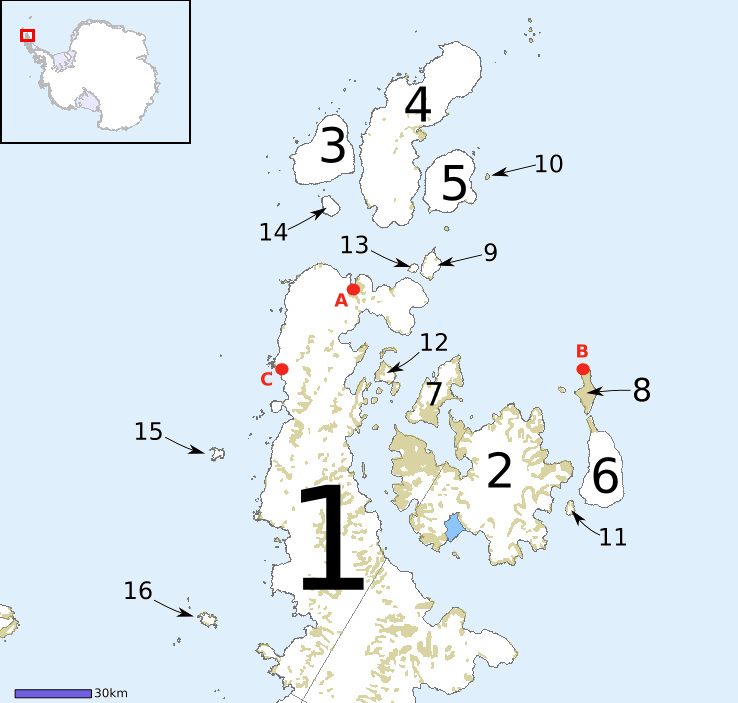
Mapa Grahamovy země, ostrov Jamese Rosse je označen číslicí 2

Stanice se nachází na 63°48′02,3″ j. š., 57°52′59,9″ z. d. na ostrově Jamese Rosse nedaleko pobřeží Antarktického poloostrova. Tento poloostrov vybíhá z pevninské Antarktidy směrem na sever k jižnímu cípu Jižní Ameriky. K ostrovu Jamese Rosse zřejmě poprvé doplul v 19. století James Clark Ross a popsal ho jako Haddingtonovu zemi. Až v zimě 1902/1903 však výprava Otto Nordenskjölda zjistila, že Haddingtonova země je ve skutečnosti ostrovem, a pojmenovala jej na počest svého objevitele ostrovem Jamese Rosse. Průliv, který jej odděluje od pevniny, nazvala průlivem prince Gustava.
Jedná se o oblast s nízkou hustotou polárních stanic – nejblíže se nachází chilská stanice Base General Bernardo O'Higgins Riquelme (v mapě označená písmenem C), která se nachází na antarktické pevnině 53 km na sever od české základny. Druhou nejbližší je argentinská základna Esperanzo na cípu kontinentálního poloostrova (v mapě označená písmenem A), která se nachází 64 km na SV. Třetí základnou, která je neblíže té české je, taktéž argentinské, stanice Marambio na Seymourově ostrově (v mapě označená písmenem B). Její součástí je i celoročně využívané letiště. Základna se nachází 78 km na JV. 
Samotná Mendelova polární stanice stojí na severním pobřeží ostrova Jamese Rosse (na mírně kamenité pláži 80–100 m od mořského pobřeží, v nadmořské výšce 9 m n. m.), a to mezi mysy Bibby Point a Cape Lachman. Stanice je tedy směřována do cca 10–20 km širokého průlivu prince Gustava, který byl pokryt vrstvou věčného ledu, ale v létě roku 1994 poprvé rozmrzl. Je však plný ledových ker a kusů ledovců, proto je lodní doprava stále (k r. 2010) komplikovaná.
Celá severozápadní část ostrova, Ulu Peninsula, je jednou z největších odledněných částí Antarktidy. Odledněno je až 80 % rozlohy ostrova. Také díky srážkovému stínu Antarktického poloostrova má nízký roční úhrn srážek (cca 300 mm) a tající sníh z občasných srážek se obvykle rychle vsakuje. Stanice totiž stojí na mořské terase tvořené kompaktním jemným pískem, regolitem. Roční chod teplot v roce 2008 dosahoval minima −35,5 °C a maxima 12,5 °C (průměr −4,6 °C), vlhkost minima 71,2 % a maxima 88,1 % (průměr 81 %).
Přesné umístění stanice bylo vybráno s ohledem na tři hlavní kritéria:
1. přístupnost lodí či helikoptérou z nejbližších polárních stanic,
2. vhodnost přistávacích míst pro logistické operace,
3. pestrost okolního prostředí, umožňující co nejširší spektrum vědeckých aktivit.

## Výstavba

### Doprava materiálu
Konstrukční prvky stanice i části infrastruktury byly vyrobeny v letech 2001–2002 v Česku, kde byly v rámci příprav některé její části i složeny a vyzkoušeny, aby se minimalizoval čas stavby na místě a případné problémy. Samotná přeprava začala v listopadu roku 2004, kdy materiál putoval nejprve do Hamburku a později do chilského přístavu Punta Arenas. Odtud mělo být vše převezeno přímo na ostrov Jamese Rosse, avšak při transportu nastaly potíže: první loď, Anatarctic Dream, nevyplula kvůli špatnému technickému stavu vůbec a druhá, Porvenir I., havarovala nedaleko přístavu při cestě na nakládku. Úspěšně proběhla až třetí přeprava chilským vojenským ledoborcem Oscar Almirante Viel.

### Stavba na místě
Ledoborec se k místu budoucí stanice, kde již čekala přípravná výprava, přiblížil 24. února 2004 v ranních hodinách a během následujících dvou dnů bylo z lodi vyloženo osm kontejnerů o celkové hmotnosti 130 tun. Stavební práce následovaly bezprostředně po ukončení vyloďovacích činností a z první dodávky materiálu stála na konci antarktického léta postavena během sedmi dnů téměř celá hlavní budova, ve které mohl být uskladněn materiál pro další stavbu. Vzhledem k tomu, že první dodávka neobsahovala veškeré materiály a systémy nutné ke stavbě stanice, byla hlavní budova i přilehlé kontejnery zazimovány a stavba pokračovala další rok. Povětrnostní podmínky byly při stavbě na antarktické poměry velmi příznivé, ale i tak se teploty pohybovaly v rozmezí od -8 do +6 °C a vítr o rychlosti až 120 km/h někdy neustával po několik dní.

### Slavnostní otevření
Po veškerých přípravách byla stanice slavnostně otevřena 22. února 2007 a pokřtěna. Slavnosti se účastnili členové vědeckého týmu, zástupce českého velvyslanectví v Argentině a děkan Přírodovědecké fakulty Masarykovy univerzity.

### Financování výstavby
Finanční prostředky na její výstavbu poskytlo Ministerstvo školství, mládeže a tělovýchovy ČR, nositelem projektu se stala Masarykova univerzita a zhotovitelem celého komplexu se na základě výběrového řízení stala firma PSG -International ze Zlína. Náklady na výstavbu stanice činily asi 60 milionů Kč.[zdroj?]

## Základna

### Popis budov
Stanice je ve srovnání s tradičními antarktickými základnami spíše menší velikosti a vymyká se tedy typickému vzhledu předimenzovaných budov, které byly na Antarktidě v minulosti postaveny jinými zeměmi. Celá konstrukce je podřízena extrémním klimatickým podmínkám, jež v oblasti panují. Je tvořena především jednopatrovou hlavní budovou (dřevostavba 26,5 m × 11,5 m, na výšku 2,8–3,6 m), využívaná k ubytování, stravování, relaxaci i k laboratorní činnosti. Uvnitř se nachází dvanáct jedno- až dvoulůžkových ložnic, dvě společné pracovny, ale také jídelna, kuchyňka, hygienické zařízení a sušárna. V základech má tato budova mříž z dubových pražců zapuštěných do mělkých základů a tvořících konstrukci stojící nejméně 40 cm nad zemí, aby se omezily ztráty tepla do chladné antarktické zeminy. Stěny (o tloušťce 265 mm) jsou postaveny systémem K-Kontrol, skládají ze dvou OSB desek a mezi nimi umístěné izolační výplně. Zvnějšku obvodových stěn je překližka, která chrání konstrukci před nepříznivými vlivy vnějšího prostředí (slaný aerosol, občasné písečné bouře). Podlaha a stropy jsou konstruovány podobně, ale mají větší tloušťku (320 mm). Střecha je zkosena 5 % k jižní straně a je pokryta polyvinylchloridovou deskou, která objekt chrání před účinky UV.
V okolí hlavní budovy se nachází dalších devět technických kontejnerů (o rozměrech 6 × 2,5 × 2,6 m), které slouží jako sklady dieselových agregátů a náhradních dílů, garáže, spalovna odpadů či elektrocentrála. Na kontejnerech jsou připevněny větrné elektrárny, které je možné při silném větru sklopit. Plošné rozptýlení objektů do prostoru snižuje riziko požáru nebo ekologické havárie.

### Provoz
Na stanici je pouze sezónní provoz, a to během letního období, kdy zde pracuje asi patnáct osob. Mimo letní sezónu by byl problém s vytápěním a zajištěním pitné vody; ta by se musela získávat roztápěním sněhu a zimní pobyt by tedy spotřeboval velké množství nafty. Stanice je nicméně vybavena promyšleným systémem alternativních zdrojů energie, které v létě spotřebu nafty snižují. Na severní straně budovy (kam dopadá nejvíce slunečního záření) jsou umístěny kolektory pokrývající plochu 36 m2 zdi, které ohřívají vzduch až na teplotu 55 °C, jenž se vhání do místností a udržuje vnitřní teplotu 17–19 °C. Dále k ní původně byly upevněny také ploché panely, v nichž se v teplých dnech ohřívala voda pro kuchyň a koupelnu. Kvůli nedostatečné kapacitě těchto panelů však došlo k jejich výměně za fotovoltaické články vyrábějící elektrickou energii. Elektřinu vyrábí také osm větrných turbín, každá o výkonu 1,5 kW. Takto vyrobenou energii je možné ukládat do NiCd baterií. Zbytek elektřiny zajišťují dieselové generátory. V závislosti na počasí se obnovitelné zdroje energie podílí na zásobování stanice elektřinou mezi 60–90 %. Stanice používá argentinské časové pásmo UTC-3.
Voda se získává z nedalekého potoka, který však někdy v únoru až březnu zamrzá, a proto je zásoba vody ukládána ještě do speciálních kontejnerů uvnitř budovy. Komunikace se světem se odehrává díky satelitní technologii Bender založené na síti Inmarsat, vyvinuté ve spolupráci s Fakultou elektrotechnickou ČVUT. Umožňuje výměnu dat rychlostí až 492 kbit/s. Součástí vybavení stanice je dále spouštěcí rampa a odvod upravené splaškové vody do moře. Při projektování stanice a všech jejích systémů byly plně respektovány veškeré ekologické požadavky a předpisy obsažené v příloze Antarktické smlouvy (Protocol of Environmental Protection in Antarctica).
Roční náklady na provoz jsou 11 milionů korun, které z větší části pokrývá Ministerstvo školství, mládeže a tělovýchovy České republiky, z menší pak Masarykova univerzita. Případné výpadky, či snížení financování, jako v roce 2015, kdy na stanici odletělo pouze šest vědců, chce pokrývat Český antarktický nadační fond, který byl v roce 2014 založen a jehož prezidentem je zakladatel české stanice Pavel Prošek.

## Výzkum
Místo, kde stojí stanice, bylo před jejím vybudováním vědecky neprobádané a přitom atraktivní z hlediska projektů, na které se český výzkum Antarktidy soustředí. Z geologického hlediska je to oblast křídových sedimentů bohatých na zkameněliny, do nichž zespoda místy pronikaly vulkanické horniny. Vulkanická aktivita se mnohdy odehrávala pod ledovci. Klimatické změny v této oblasti se projevily od poloviny 20. století ústupem ledovců a kolonizací obnaženého povrchu nižšími rostlinami. Mnoho druhů organismů bylo pro vědu zcela nových a vysoké je i zastoupení endemitů. Ve sladkovodních jezerech v okolí se nachází zajímavá a neprostudovaná společenství řas, sinic a jednoduchých živočichů.
Výzkumné projekty v místě započaly již před stavbou stanice a zahrnovaly geologický výzkum vedený Českou geologickou službou a klimatologicko-geomorfologický výzkum vedený Přírodovědeckou fakultou Masarykovy univerzity. V době, kdy se dokončovala stanice, se rozběhl botanický průzkum sinic v rámci projektu Přírodovědecké fakulty Jihočeské univerzity a Botanického ústavu AV ČR. Přírodovědecká fakulta MU také připravila projekt výzkumu UV záření v dané oblasti, projekt zahrnující výzkum UV záření a ozonové vrstvy. Geologické mapování okolí stanice realizovala také Česká geologická služba. Probíhal též základní ornitologický výzkum, nicméně většina ptáků hnízdí již od poloviny listopadu, zatímco na stanici se obvykle ornitologové dostanou až na začátku ledna. Ichtyologický výzkum se věnoval rybám v pobřežních vodách a jejich parazitům, zatímco výzkum vnímání magnetického pole živočichy byl prováděn na blešivcích. Bakteriologický výzkum popsal nové druhy bakterií. Jeden z projektů hodnotil stres polárních výzkumníků během pohybu a také míru přizpůsobení těla arktickým podmínkám, jiný zkoumal stárnutí plastů v extrémních podmínkách antarktického počasí. Na výzkumném úsilí se podílí i zahraniční instituce včetně Instituto Antártico Argentino, Instituto Nacional Antártico Chileno, British Antarctic Survey, Servicio Meteorológico Nacional Argentina a Nederlands Instituut voor Ecologie. Volná místa na stanici jsou nabízena vědcům a studentům českých i zahraničních univerzit a vědeckých pracovišť.

## Druhá „česká“ stanice
Na Nelsonově ostrově v souostroví Jižní Shetlandy se nachází polární stanice dříve zvaná Eco-Nelson založená v roce 1988 polárníkem Jaroslavem Pavlíčkem. Její zakladatel se snažil vybudovat své stanici renomé mezinárodní základny. Od roku 2017 bylo právo vlastnictví staveb a zvykové užívací právo převedeno na Český antarktický nadační fond, který v roce 2018 tato práva nájemní smlouvou na 99 let převedl na Masarykovu univerzitu, která převzala odpovědnost za provoz a realizaci vědeckého programu. Od roku 2018 tedy původní stanice pod provizorním názvem CZ*ECO Nelson slouží jako technicko-logistické zázemí pro Českou vědeckou stanici J.G. Mendela a realizuje se zde výzkum Českého antarktického vědeckého programu. Probíhá zde především výzkum klimatologický (automatická meteostanice nainstalována v březnu 2018), ornitologický (ve spolupráci s Univerzitou Palackého Olomouc) a rostlinně-fyziologický. Od r. 2023 jsou do programu zahrnuty výzkumy též v geologii, geomorfologii, limnologii a mikrobiologii; glaciologie a paleontologie jsou plánovány.

#### Muni: měsíčník Masarykovy univerzity
- V Antarktidě pokračuje výstavba české polární stanice. Muni: měsíčník Masarykovy univerzity. 2006-01. Dostupné online.
- Česká polární stanice vstupuje do první vědecké sezony. Muni: měsíčník Masarykovy univerzity. 2006-09. Dostupné online.
- Vědci z MU odjeli na českou polární stanici na Antarktidě. Muni: měsíčník Masarykovy univerzity. 2007-01. Dostupné online.
- Letos byli čeští vědci v Antarktidě poprvé na svém. Muni: měsíčník Masarykovy univerzity. 2007-04. Dostupné online.
- Čeští vědci na polárním kruhu již zkoumají naplno. Muni: měsíčník Masarykovy univerzity. 2007-07. Dostupné online.
- Vědci z MU se zapojí do výzkumu v obou polárních oblastech. Muni: měsíčník Masarykovy univerzity. 2008-01. Dostupné online.
- Čeští polárníci spojí své síly. Muni: měsíčník Masarykovy univerzity. 2008-11. Dostupné online.
- Vědci odvezli na stanici v Antarktidě nové přístroje. Muni: měsíčník Masarykovy univerzity. 2009-01. Dostupné online.
- Letošní expedice do antarktidy. Muni: měsíčník Masarykovy univerzity. 2009-04. Dostupné online.
- Přírodovědci odjeli na expedici do Antarktidy. Muni: měsíčník Masarykovy univerzity. 2010-01. Dostupné online.
- Vědcům v Antarktidě ztížila práci tuhá zima. Muni: měsíčník Masarykovy univerzity. 2010-04. Dostupné online.
- Univerzita posiluje výzkum na Antarktidě. Muni: měsíčník Masarykovy univerzity. 2011-01. Dostupné online.
- Proč bádat v Antarktidě? A proč ne?. Muni: měsíčník Masarykovy univerzity. 2011-10. Dostupné online.
- Polární expedici nezastavily ani obtíže na cestách. Muni: měsíčník Masarykovy univerzity. 2012-04. Dostupné online.
- Na polární stanici do Antarktidy odjel rekordní počet vědců. Muni: měsíčník Masarykovy univerzity. 2013-01. Dostupné online.
- Nečekaně tichá Antarktida. Muni: měsíčník Masarykovy univerzity. 2013-03. Dostupné online.
- Nová bakterie z Antarktidy. Muni: měsíčník Masarykovy univerzity. 2013-06. Dostupné online.
- Výzkum v Antarktidě sleduje klima i stres lidí. Muni: měsíčník Masarykovy univerzity. 2014-04. Dostupné online.